# Piłka siatkowa na Światowych Wojskowych Igrzyskach Sportowych 2011 – turniej plażowy kobiet
Piłka siatkowa kobiet na Światowych Wojskowych Igrzyskach Sportowych 2011 – zawody w siatkówce plażowej, które odbyły się w brazylijskim Rio de Janeiro w dniach 17–23 lipca 2011 roku podczas igrzysk wojskowych.  Mistrzostwa rozgrywane były na piaskach plaży Copacabany.

## System rozgrywek
Do rywalizacji przystąpiło 8 par kobiecych, które zostały podzielone na dwie grup. W każdej z nich zmagania toczyły się systemem kołowym (tj. każdy z każdym, po jednym meczu). Zwycięzca meczu otrzymywał 2 punkty, natomiast przegrany duet 1 punkt. Do dalszej fazy rozgrywek awansowały dwie najlepsze pary z każdej grup. 

## Faza grupowa
W grupie B w związku z wygranie przez 3 pary po 2 spotkania o kolejności decydowało "ratio"  – wyższy stosunek małych punktów setowych, a nie wyższe ratio setowe. Do dalszej fazy gier awansowały Chinki (Fan/Liu) oraz Brazylijki (Rachel/Camila), a odpadły Włoszki Greta Cicolari i Marta Menegatti (pomimo że miały wysokie ratio setowe).

### Grupa A
| Lp. | Drużyna                       | Pkt | Mecze | Mecze | Mecze | Sety | Sety | Sety  | Małe punkty | Małe punkty | Małe punkty |
| Lp. | Drużyna                       | Pkt | M     | W     | P     | wyg. | prz. | ratio | zdob.       | str.        | ratio       |
| --- | ----------------------------- | --- | ----- | ----- | ----- | ---- | ---- | ----- | ----------- | ----------- | ----------- |
| 1   | Vanilda Leão / Ângela Vieira  | 6   | 3     | 3     | 0     | 6    | 0    | MAX   | 126         | 28          | 4.500       |
| 2   | Lauren Nilsen / Brooke Cultra | 5   | 3     | 2     | 1     | 4    | 2    | 2.000 | 104         | 75          | 1.387       |
| 3   | Nirosha / Geethika            | 4   | 3     | 1     | 2     | 2    | 4    | 0.500 | 75          | 93          | 0.806       |
| 4   | Gergelyte / Krikscionaityte   | 3   | 3     | 0     | 3     | 0    | 6    | 0.000 | 34          | 126         | 0.270       |

Źródło: 
Zasady ustalania kolejności: 1. liczba zdobytych punktów; 2. wyższy stosunek małych punktów; 3. wyższy stosunek setów.
Punktacja: zwycięstwo – 2 pkt; porażka – 1 pkt
| Data  | Drużyna 1                 | Wynik | Drużyna 2                 | Sety         |
| ----- | ------------------------- | ----- | ------------------------- | ------------ |
| 17.07 | Nilsen/Cultra             | 2:0   | Gergelyte/Krikscionaityte | 21-9, 21-11  |
| 17.07 | Vanilda/Ângela            | 2:0   | Gunasinghe/Gunawardana    | 21-3, 21-5   |
|       |                           |       |                           |              |
| 18.07 | Gergelyte/Krikscionaityte | 0:2   | Gunasinghe/Gunawardana    | 9-21, 5-21   |
| 18.07 | Nilsen/Cultra             | 0:2   | Vanilda/Ângela            | 7-21, 13-21  |
|       |                           |       |                           |              |
| 20.07 | Vanilda/Ângela            | 2:0   | Gergelyte/Krikscionaityte | 21-0, 21-0   |
| 21.07 | Nilsen/Cultra             | 2:0   | Gunasinghe/Gunawardana    | 21-14, 21-11 |

### Grupa B
| Lp. | Drużyna                          | Pkt | Mecze | Mecze | Mecze | Sety | Sety | Sety  | Małe punkty | Małe punkty | Małe punkty |
| Lp. | Drużyna                          | Pkt | M     | W     | P     | wyg. | prz. | ratio | zdob.       | str.        | ratio       |
| --- | -------------------------------- | --- | ----- | ----- | ----- | ---- | ---- | ----- | ----------- | ----------- | ----------- |
| 1   | Fan Jiahui / Liu Chang           | 5   | 3     | 2     | 1     | 5    | 2    | 2.500 | 97          | 80          | 1.213       |
| 2   | Rachel Nunes / Camila Fonseca    | 5   | 3     | 2     | 1     | 4    | 3    | 1.333 | 123         | 106         | 1.160       |
| 3   | Greta Cicolari / Marta Menegatti | 5   | 3     | 2     | 1     | 4    | 2    | 2.000 | 84          | 76          | 1.105       |
| 4   | Mary Arvidson / Kerry Karwan     | 3   | 3     | 0     | 3     | 0    | 6    | 0.000 | 42          | 126         | 0.333       |

Źródło: 
Zasady ustalania kolejności: 1. liczba zdobytych punktów; 2. wyższy stosunek małych punktów; 3. wyższy stosunek setów.
Punktacja: zwycięstwo – 2 pkt; porażka – 1 pkt
| Data  | Drużyna 1          | Wynik | Drużyna 2          | Sety                |
| ----- | ------------------ | ----- | ------------------ | ------------------- |
| 17.07 | Fan/Liu            | 2:0   | Cicolari/Menegatti | 21-0, 21-0 (w/o)    |
| 17.07 | Rachel/Camila      | 2:0   | Arvidson/Karwan    | 21-4, 21-5          |
|       |                    |       |                    |                     |
| 18.07 | Arvidson/Karwan    | 0:2   | Fan/Liu            | 10-21, 12-21        |
| 18.07 | Rachel/Camila      | 0:2   | Cicolari/Menegatti | 12-21, 11-21        |
|       |                    |       |                    |                     |
| 19.07 | Cicolari/Menegatti | 2:0   | Arvidson/Karwan    | 21-6, 21-5          |
| 19.07 | Rachel/Camila      | 2:1   | Fan/Liu            | 20-22, 21-18, 17-15 |

## Faza pucharowa
Pary półfinałowe zostały utworzone według klucza:
- A1 – B2
- B1 – A2

Pary, które przegrały mecze półfinałowe, rozegrały mecz o 3. miejsce, natomiast zwycięzcy rywalizowali w finale igrzysk wojskowych o złoty medal.
|  |                         |                         |                         |         |   |                     |                     |                     |
|  | Półfinały 22 lipca 2011 | Półfinały 22 lipca 2011 | Półfinały 22 lipca 2011 |         |   | Finał 23 lipca 2011 | Finał 23 lipca 2011 | Finał 23 lipca 2011 |
|  | Półfinały 22 lipca 2011 | Półfinały 22 lipca 2011 | Półfinały 22 lipca 2011 |         |   | Finał 23 lipca 2011 | Finał 23 lipca 2011 | Finał 23 lipca 2011 |
|  |                         |                         |                         |         |   |                     |                     |                     |
|  |                         |                         |                         |         |   |                     |                     |                     |
|  | A1                      | Vanilda/Ângela          | 2                       |         |   |                     |                     |                     |
|  | A1                      | Vanilda/Ângela          | 2                       |         |   |                     |                     |                     |
|  | B2                      | Rachel/Camila           | 0                       |         |   |                     |                     |                     |
|  | B2                      | Rachel/Camila           | 0                       |         |   | Vanilda/Ângela      | Vanilda/Ângela      | 2                   |
|  |                         |                         |                         |         |   | Vanilda/Ângela      | Vanilda/Ângela      | 2                   |
|  |                         |                         | Fan/Liu                 | Fan/Liu | 0 |                     |                     |                     |
|  | B1                      | Fan/Liu                 | Fan/Liu                 | Fan/Liu | 0 | 2                   |                     |                     |
|  | B1                      | Fan/Liu                 |                         |         |   |                     |                     |                     |
|  | A2                      | Nilsen/Cultra           | 0                       |         |   |                     |                     |                     |
|  | A2                      | Nilsen/Cultra           | 0                       |         |   |                     |                     |                     |
|  |                         |                         |                         |         |   |                     |                     |                     |

| \| \| \| \| \| \| \| Mecz o 3. miejsce 22 lipca 2011 \| \| \| \| \| \| \| \| \| \| \| \| \| \| \| \| \| \| \| \| Rachel/Camila \| Rachel/Camila \| 2 \| \| \| Rachel/Camila \| Rachel/Camila \| 2 \| \| \| Nilsen/Cultra \| Nilsen/Cultra \| 0 \| \| \| Nilsen/Cultra \| Nilsen/Cultra \| 0 \| \| \| \| \| \| |                                 |               |   |
| |                                 |               |   |
| | Mecz o 3. miejsce 22 lipca 2011 |               |   |
| |                                 |               |   |
| |                                 |               |   |
| |                                 |               |   |
| | Rachel/Camila                   | Rachel/Camila | 2 |
| | Rachel/Camila                   | Rachel/Camila | 2 |
| | Nilsen/Cultra                   | Nilsen/Cultra | 0 |
| | Nilsen/Cultra                   | Nilsen/Cultra | 0 |
| |                                 |               |   |

### Półfinały
| Data  | Drużyna 1      | Wynik | Drużyna 2     | Sety         |
| ----- | -------------- | ----- | ------------- | ------------ |
| 22.07 | Vanilda/Ângela | 2:0   | Rachel/Camila | 21-11, 21-15 |
| 22.07 | Fan/Liu        | 2:0   | Nilsen/Cultra | 21-8, 21-13  |

### Mecz o 3. miejsce
| Data             | Drużyna 1     | Wynik | Drużyna 2     | Sety       |
| ---------------- | ------------- | ----- | ------------- | ---------- |
| 22.07 godz 14:00 | Rachel/Camila | 2:0   | Nilsen/Cultra | 21-7, 21-9 |

### Finał
| Data             | Drużyna 1                     | Wynik | Drużyna 2              | Sety        |
| ---------------- | ----------------------------- | ----- | ---------------------- | ----------- |
| 23.07 godz 10:00 | Vanilda Leão / Ângela Lavalle | 2:0   | Fan Jiahui / Liu Chang | 21-7, 21-10 |

## Klasyfikacja końcowa
| Miejsce                        | Państwo           | Zawodniczki                               |
| ------------------------------ | ----------------- | ----------------------------------------- |
| złoto                          | Brazylia          | Vanilda Leão / Ângela Lavalle             |
| srebro                         | Chiny             | Fan Jiahui / Liu Chang                    |
| brąz                           | Brazylia          | Rachel Nunes / Camila Fonseca             |
| 4.                             | Chiny             | Jiang Li / Zhao Huimin                    |
| Wyeliminowane w fazie grupowej |                   |                                           |
| 5.                             | Włochy            | Greta Cicolari / Marta Menegatti          |
| 5.                             | Sri Lanka         | Nirosha Gunasinghe / Geethika Gunawardana |
| 5.                             | Stany Zjednoczone | Mary Arvidson / Kerry Karwan              |
| 5.                             | Litwa             | Ausra Gergelyte / Birute Krikscionaityte  |